# Putoniella
Putoniella is een muggengeslacht uit de familie van de galmuggen (Cecidomyiidae).

## Soorten
- P. gracilis Gagne, 1992
- P. pruni (Kaltenbach, 1872)